# سدر کریک (آریزونا)
سدر کریک (به انگلیسی: Cedar Creek) یک منطقهٔ مسکونی در ایالات متحده آمریکا است که در آریزونا واقع شده‌است. سدر کریک ۴۴٫۱۲ کیلومتر مربع مساحت و ۵٬۰۱۵ نفر جمعیت دارد و ۱٬۵۰۲٫۰۷ متر بالاتر از سطح دریا واقع شده‌است.